# Vibrafonista
Vibrafonista é um músico percussionista que toca o instrumento vibrafone. É mais comum sua participação em orquestras de jazz, salsa e música erudita.